# 白沙村古墓群
白沙村古墓群，位于中国广西壮族自治区灌阳县黄关公社，为一个省级文物保护单位，类型为古墓群，为第二批广西壮族自治区文物保护单位，公布时间为1981年8月25日。
白沙村古墓群的历史年代为汉。